# Canton d'Issy-les-Moulineaux-Ouest
Le canton d'Issy-les-Moulineaux-Ouest est une ancienne division administrative française située dans le département des Hauts-de-Seine et la région Île-de-France.

## Administration
| Période | Période | Identité         | Étiquette            | Qualité |
| ------- | ------- | ---------------- | -------------------- | --- |
| 1967    | 1988    | Guy Ducoloné     | PCF                  | Ouvrier métallurgiste Député (1964-1988) Conseiller municipal d'Issy-les-Moulineaux                                                                     |
| 1988    | 1994    | Michel Margnes   | PS                   | Conseiller référendaire à la Cour des comptes Député (1986-1988)                                                                                        |
| 1994    | 2001    | Frédéric Rousset | UDF                  | Chef d'entreprise Adjoint au maire d'Issy-les-Moulineaux Vice-président du Conseil général                                                              |
| 2001    | 2002    | André Santini    | UDF                  | Maître de conférences à l'Université Député (1988-2001, 2002-2007, 2009-2017) Maire d'Issy-les-Moulineaux depuis 1983 Ministre (1986-1988 et 2007-2009) |
| 2002    | 2015    | Denis Larghero   | UDF puis NC puis FED | Ancien collaborateur d'André Santini Maire-adjoint de Meudon (2008 → 2017) Conseiller départemental du canton de Meudon (2015 → )                       |

## Composition
Le canton d'Issy-les-Moulineaux-Ouest recouvrait l'ouest de la commune d'Issy-les-Moulineaux, ainsi que le nord-est de la commune de Meudon.
| Communes                             | Population (2012) | Code postal | Code Insee |
| ------------------------------------ | ----------------- | ----------- | ---------- |
| Issy-les-Moulineaux, commune entière | 63 297            | 92 130      | 92 040     |
| Meudon, (partie)                     | 44 706            | 92 190      | 92 048     |

## Démographie
| 1968 | 1975 | 1982 | 1990   | 1999   | 2006   | 2011   | 2012   |
| ---- | ---- | ---- | ------ | ------ | ------ | ------ | ------ |
| -    | -    | -    | 29 640 | 34 120 | 43 028 | 46 392 | 46 740 |

## Pour approfondir